# Chilades lempkei
Chilades lempkei är en fjärilsart som beskrevs av Blom 1979. Chilades lempkei ingår i släktet Chilades och familjen juvelvingar. Inga underarter finns listade i Catalogue of Life.